# برگه آئریدروپلان
برگه آئریدروپلان (به فرانسوی: Breguet Aerhydroplane) یک هواگرد ساختِ کارخانهٔ برگه اویاسیون در کشور فرانسه است .